# 白穗花属
白穗花属（学名：Speirantha）是百合科下的一个属，为多年生草本植物。该属仅有白穗花（Speirantha gardenii）一种，分布于中国华东地区。